# Fairey Swordfish
Fairey Swordfish là một loại máy bay ném bom ngư lôi do hãng Fairey Aviation Company chế tạo, nó được trang bị cho Không quân Hải quân Hoàng gia Anh trong Chiến tranh thế giới II.Dù Fairey Aviation Company đã thiết kế nó nhưng đa phần những chiếc Swordfish lại được sản xuất tại hãng Blackburn. Tên thân mật của nó là "Stringbag", đến năm 1939 nó đã trở nên lỗi thời, nhưng vẫn đạt được một số thành công ngoạn mục trong chiến tranh, nổi bật nhất là vụ đánh chìm một tàu và làm ngư hại hai tàu chiến khác của Regia Marina (Hải quân Italy) trong Trận Taranto; vụ thứ hai là vụ làm tê liệt tàu Bismarck. Nó hoạt động chủ nhiệm làm nhiệm vụ chống hạm; tuy nhiên đến cuối chiến tranh nó còn thực hiện các nhiệm vụ chống tàu ngầm và làm máy bay huấn luyện. Thiết kế trong thập niên 1930, Swordfish được giữ lại trong biên chế lâu hơn so với chính các loại máy bay dự định thay thế nó, nó vẫn tiếp tục được sử dụng ở tiền tuyến cho đến ngày chiến thắng ở châu Âu.

## Biến thể
Swordfish Mk.I
Phiên bản sản xuất đầu tiên.
Swordfish Mk.I
Phiên bản có phao nổi.
Swordfish Mk.II
Phiên bản cánh dưới bằng kim loại để treo đạn rocket, trang bị năm 1943.
Swordfish Mk.III
Phiên bản lắp radar, trang bị năm 1943.
Swordfish Mk.IV
Phiên bản cuối cùng (trang bị cuối năm 1944), có cabin kín, trang bị cho RCAF

## Quốc gia sử dụng
Úc
- Không quân Hoàng gia Australia

 Canada
- Không quân Hoàng gia Canada
- Hải quân Hoàng gia Canada

 Ý
- Regia Aeronautica

 Hà Lan
- Hải quân Hoàng gia Hà Lan -

 Spain
 Anh Quốc
- Không quân Hoàng gia[1]
- Không quân Hải quân Hoàng gia

## Tính năng kỹ chiến thuật (Swordfish I)
Dữ liệu lấy từ Fairey Aircraft since 1915
Đặc điểm tổng quát
- Kíp lái: 3 (phi công, quan sát viên, sĩ quan radio/xạ thủ súng máy)
- Chiều dài: 35 ft 8 in (10,87 m)
- Sải cánh: 45 ft 6 in[3] (13,87 m)
- Chiều cao: 12 ft 4 in (3,76 m)
- Diện tích cánh: 607 ft² (56,4 m²)
- Trọng lượng rỗng: 4.195 lb (1.900 kg)
- Trọng lượng có tải: 7.720 lb (3.500 kg)
- Động cơ: 1 × Bristol Pegasus IIIM.3, 690 hp (510 kW)

 Hiệu suất bay 
- Vận tốc cực đại: 139 mph (224 km/h, 121 knots) trên độ cao 4.750 ft (1.450 m)[4]
- Tầm bay: 546 mi[4] (879 km, 475 hải lý)
- Thời gian bay: 5,7 giờ
- Trần bay: 19.250 ft (5.870 m)
- Lên độ cao 5.000 ft (1.520 m): 10 phút[4]

Trang bị vũ khí

- Súng: 

  - 1 × súng máy Vickers.303 in (7,7 mm)
  - 1 × súng máy Lewis hoặc Vickers K.303 in (7,7 mm)
- Rocket: 8 đạn rocket RP-3 "60 lb" (Mk.II và các phiên bản sau)
- Bom: 1 ngư lôi 1.670 lb (760 kg) hoặc 1.500 lb (700 kg) mìn hoặc 1.500 lb bom